# 梅姆纳加尔
梅姆纳加尔（Memnagar），是印度古吉拉特邦Ahmadabad县的一个城镇。总人口37290（2001年）。

## 人口
该地2001年总人口37290人，其中男性19324人，女性17966人；0—6岁人口3043人，其中男1734人，女1309人；识字率87.12%，其中男性为88.70%，女性为85.43%。